# Grande Prêmio de Indianápolis
Grande Prêmio de Indianápolis (em inglês: IndyCar Grand Prix) é um evento automobilístico que faz parte da IndyCar Series. A corrida é disputada no circuito misto da Indianapolis Motor Speedway, localizado na cidade de Speedway, em Indiana. 
A corrida foi realizada pela primeira vez em 2014, e normalmente é realizada num sábado em meados de maio, dois fins de semana antes das 500 Milhas de Indianápolis. A corrida serve como abertura para as 500 Milhas de Indianápolis e inclui corridas de apoio da Road to Indy, incluindo Indy NXT, Campeonato USF Pro 2000 e Campeonato USF2000.
A corrida é disputada num layout mais recente e modificado do circuito anteriormente usado para o Grande Prêmio dos Estados Unidos de Fórmula 1 e posteriormente para o evento de Moto GP. De 2014 a 2016, a corrida ficou conhecida como Grande Prêmio de Indianápolis, e de 2015 a 2016 foi patrocinada pela Angie's List. Para 2017, o patrocínio do título da Lista de Angie foi abandonado e o nome da corrida foi alterado para Grande Prêmio da IndyCar. Isso foi feito para reduzir a confusão com a corrida anterior do Grande Prêmio de Fórmula 1 que costumava ser realizada lá, e para enfatizar aos fãs que a corrida fazia parte da IndyCar Series, com sede nos Estados Unidos. A partir de 2024, a corrida passou a ser conhecida como Grande Prêmio de Sonsio por motivos de patrocínio. Uma segunda corrida de estrada, o Grande Prêmio Gallagher foi realizado durante o verão como uma corrida de apoio para a NASCAR Cup Series Verizon 200 em Brickyard. Essa corrida foi disputada de 2020 a 2023.

## Modificações ao circuito
Em outubro de 2013, iniciou-se uma obra para reconfigurar o traçado do circuito convencional de forma a tornar o circuito mais competitivo, melhor para os fãs e mais adequado para os carros da Indy. Todo o circuito convencional foi repavimentado, enquanto vários troços foram modificados. A primeira curva do percurso convencional foi alterada para uma curva de 90 graus com um corretor elevado no interior. A parte do percurso convencional dentro da curva oval quatro foi revista para contornar duas curvas lentas e efetivamente alongou o trecho posterior da Hulman Boulevard. No final da recta oposta da Hulman Blvd., uma nova curva esquerda de 90 graus leva a uma nova série de curvas mais rápidas atrás do Museu. Em vez de seguir a curva 13 original (curva oval 1) como fez o Grande Prêmio dos EUA de F1, o circuito da IndyCar imita o percurso de MotoGP e utiliza o complexo interno "Snake Pit". Duas das curvas mais fechadas e acentuadas (utilizadas pelas motos) foram contornadas e substituídas por uma única curva à direita de 90 graus levando à entrada das boxes. A nova distância do percurso mede 3,925 km.

## Resultados

### Corrida de Maio
| Ano  | Vencedor       | Equipa                       | Chassis | Motor     | Distância | Distância | Duração |
| Ano  | Vencedor       | Equipa                       | Chassis | Motor     | Voltas    | km        | Duração |
| ---- | -------------- | ---------------------------- | ------- | --------- | --------- | --------- | ------- |
| 2014 | Simon Pagenaud | Schmidt Peterson Motorsports | Dallara | Honda     | 82        | 321,85    | 2:04:24 |
| 2015 | Will Power     | Team Penske                  | Dallara | Chevrolet | 82        | 321,85    | 1:42:42 |
| 2016 | Simon Pagenaud | Team Penske                  | Dallara | Chevrolet | 82        | 321,85    | 1:50:19 |
| 2017 | Will Power     | Team Penske                  | Dallara | Chevrolet | 85        | 333,641   | 1:42:58 |
| 2018 | Will Power     | Team Penske                  | Dallara | Chevrolet | 85        | 333,641   | 1:49:46 |
| 2019 | Simon Pagenaud | Team Penske                  | Dallara | Chevrolet | 85        | 333,641   | 2:00:28 |
| 2021 | Rinus VeeKay   | Ed Carpenter Racing          | Dallara | Chevrolet | 85        | 333,641   | 1:47:09 |
| 2022 | Colton Herta   | Andretti Autosport           | Dallara | Honda     | 75*       | 294,389   | 2:01:56 |
| 2023 | Álex Palou     | Chip Ganassi Racing          | Dallara | Honda     | 85        | 333,641   | 1:47:57 |
| 2024 | Álex Palou     | Chip Ganassi Racing          | Dallara | Honda     | 85        |           |         |
| 2025 | Álex Palou     | Chip Ganassi Racing          | Dallara | Honda     | 85        |           |         |

- 2022: Início da corrida atrasado em 45 minutos devido a trovoada and encurtada devido ao limite de 2 horas.

### Fim de semana NASCAR
Resultados das corridas realizadas no fim de semana realizado em conjunto com a NASCAR em Indianápolis (corrida IndyCar ao sábado, NASCAR ao domingo).
| Ano  | Vencedor        | Equipa             | Chassis | Motor     | Distância | Distância | Duração |
| Ano  | Vencedor        | Equipa             | Chassis | Motor     | Voltas    | km        | Duração |
| ---- | --------------- | ------------------ | ------- | --------- | --------- | --------- | ------- |
| 2020 | Scott Dixon     | Chip Ganassi       | Dallara | Honda     | 80        | 314,02    | 1:41:59 |
| 2021 | Will Power      | Team Penske        | Dallara | Chevrolet | 85        | 333,641   | 1:49:38 |
| 2022 | Alexander Rossi | Andretti Autosport | Dallara | Honda     | 85        | 333,641   | 1:48:39 |
| 2023 | Scott Dixon     | Chip Ganassi       | Dallara | Honda     | 85        | 333,641   | 1:51:24 |

### Harvest GP
Resultados das corridas realizadas no fim de semana realizado em conjunto com o Intercontinental GT Challenge de 2020, designado de Harvest GP
| Ano  | Vencedor        | Equipa      | Chassis | Motor     | Distância | Distância | Duração |
| Ano  | Vencedor        | Equipa      | Chassis | Motor     | Voltas    | km        | Duração |
| ---- | --------------- | ----------- | ------- | --------- | --------- | --------- | ------- |
| 2020 | Josef Newgarden | Team Penske | Dallara | Chevrolet | 85        | 333,641   | 1:44:28 |
| 2020 | Will Power      | Team Penske | Dallara | Chevrolet | 75        | 294,389   | 1:32:08 |